# (4089) Galbraith
(4089) Galbraith – planetoida z pasa głównego asteroid okrążająca Słońce w ciągu blisko 3 lat i 84 dni, w średniej odległości 2,19 j.a. Została odkryta 2 maja 1986 roku w Obserwatorium Palomar w programie INAS. Nazwa planetoidy została nadana na cześć Johna Galbraitha (1908–2006), amerykańskiego ekonomisty i doradcy ekonomicznego prezydentów USA. Przed jej nadaniem planetoida nosiła oznaczenie tymczasowe (4089) 1986 JG.